# متلازمة ويفر
متلازمة ويفر (بالإنجليزية: Weaver syndrome ) تعرف أيضاً بمتلازمة ويفر سميث وهي مرض خلقي شديد الندرة مُصاحَب بنمو سريع يبدأ في مرحلة ما قبل الولادة ويستمر خلال سنوات الطفولة والشباب. تتميز المتلازمة بنضوج عظمي متقدم وعيوب عصبية، هيكلية ووجهية. وُصفت المتلازمة أول مرة بواسطة الدكتور دايفيد ويفر. وتتشابه المتلازمة مع متلازمة سوتو.

## العلامات والأعراض
يميل الأطفال المصابون بالمتلازمة إلى تشابه مظهرهم الخارجي ولا يشترط وجود كل تلك العلامات والأعراض في نفس الوقت في المريض وتشمل الآتي:
- ضخامة الرأس
- بروز النتوء الذقني
- آذان ضخمة
- حوَل
- نثرة طويلة.
- فرط تباعد العينين.
- تراجع الفك.
- وجه مستدير في الطفولة.
- الشق الجفني.

تشمل الصفات الأخرى جلد مترهل، رقيقة في أعماق مجموعة الأظافر، شعر رقيق، أضلاع قصيرة، الكوع محدود والإرشاد في الركبة.

## الأسباب
السبب الشائع لحدوث متلامة ويفر هو حدوث طفرات في الجين EZH2 الموجود على الكروموسوم السابع.
من الممكن أيضاً أن تحدث متلازمة ويفر نتيجة طفرات في الجين NSD1 الموجود على الكروموسوم الخامس. وظائف NSD1 ليست معروفة بشكل واضح، ولكن يعتقد أن يكون بمثابة عامل في التأثير على النسخ، والذي يحتوي على المجالات المعنية في التنظيم بوساطة الكروماتين أثناء النمو.
وجد أن معظم الحالات تكون فردية، مع عدم وجود تاريخ عائلي للمرض، على الرغم من أنه كانت هناك حالات قليلة في عائلات حيث تم توريثها عن طريق الوراثة الصبغية الجسدية السائدة.

## الاختلافات بين متلازمتي ويفر وسوتو
غالباً ما يتم الخلط بين متلازمتي ويفر وسوتو نتيجة التداخل والتشابه في المظهر الخارجي. العلامات السريرية المشتركة من قبل المتلازمتين تشمل فرط النمو في وقت مبكر، تقدم العمر العظمي، وتأخر في النمو، وضخامة الرأس بارزة. الطفرات في جين NSD1 قد يكون أحد أسباب الخلط بين المتلازمتين، حيث يزود الجين معلومات لتكوين بروتين يدخل ضمن النمو الطبيعي. الحذوفات والطفرات في الجين NSD1 هي سبب شائع للمرضى الذين يعانون من متلازمة سوتو، وفي بعض الحالات لمتلازمة ويفر كذلك.
تشمل السمات التي تميز متلازمة ويفر من متلازمة سوتو جبهة ووجه عريضين، وفرط تباعد العينين، نثرة بارزة وواسعة، صغر الفك، أظافر عميقة، تراجع الفك مع بروز ثنية الذقن، وزيادة النمو قبل الولادة، وسن عظم الرسغ التي هي متقدمة إلى حد كبير مقارنة مع المشط وعمر السلامي العظام.

## العلاج
لا يوجد شفاء من متلازمة ويفر. ولكن يمكن التحكم في الأعراض وعلاجها مع الاستشارة متعددة المجالات في كل من الاختصاصات الآتية: طب المخ والأعصاب، طب الأطفال، جراحة العظام، الرعاية النفسية الحركية والاستشارة الوراثية.
ويمكن استخدام الجراحة لتصحيح أي مشاكل الهيكل العظمي. يعتبر العلاج الطبيعي والمهني أحد الخيارات للمساعدة في العضلات. علاج النطق غالبا ما يوصى به لتصحيح المشاكل المتعلقة بالكلام.

## توقعات سير المرض
يبلي المرضى المصابون بمتلازمة ويفر بلاءً حسناً مع العلاج والمعالجة السليمين من الناحيتين البدنية والعقلية
طوال حياتهم والمدى العمري يكون طبيعياً. كما أن طول المرضى البالغين يكون طبيعياً.